# Amina Lemgherbi
Amina Lemgherbi, née le 26 décembre 1982, est une athlète algérienne. 

## Biographie
Amina Lemgherbi est médaillée d'argent du saut en hauteur aux Championnats d'Afrique d'athlétisme 2000 à Alger et aux Championnats d'Afrique d'athlétisme 2002 à Radès. Elle remporte la médaille d'or du saut en hauteur lors des Championnats panarabes d'athlétisme 2003 à Amman et la médaille d'argent dans la même discipline lors des Championnats panarabes d'athlétisme 2009 à Damas.
Elle est sacrée championne d'Algérie du saut en hauteur en 2002 et en 2004.